# Eberstedt
Eberstedt település Németországban, azon belül Türingiában. Lakosainak száma 214 fő (2023. december 31.). Eberstedt Bad Sulza és Niedertrebra községekkel határos.

## Népesség
A település népességének változása:
| Lakosok száma | 210  | 209  | 214  | 217  | 216  | 214  |
|               | 2015 | 2017 | 2019 | 2021 | 2022 | 2023 |